# Madonna del Sudore

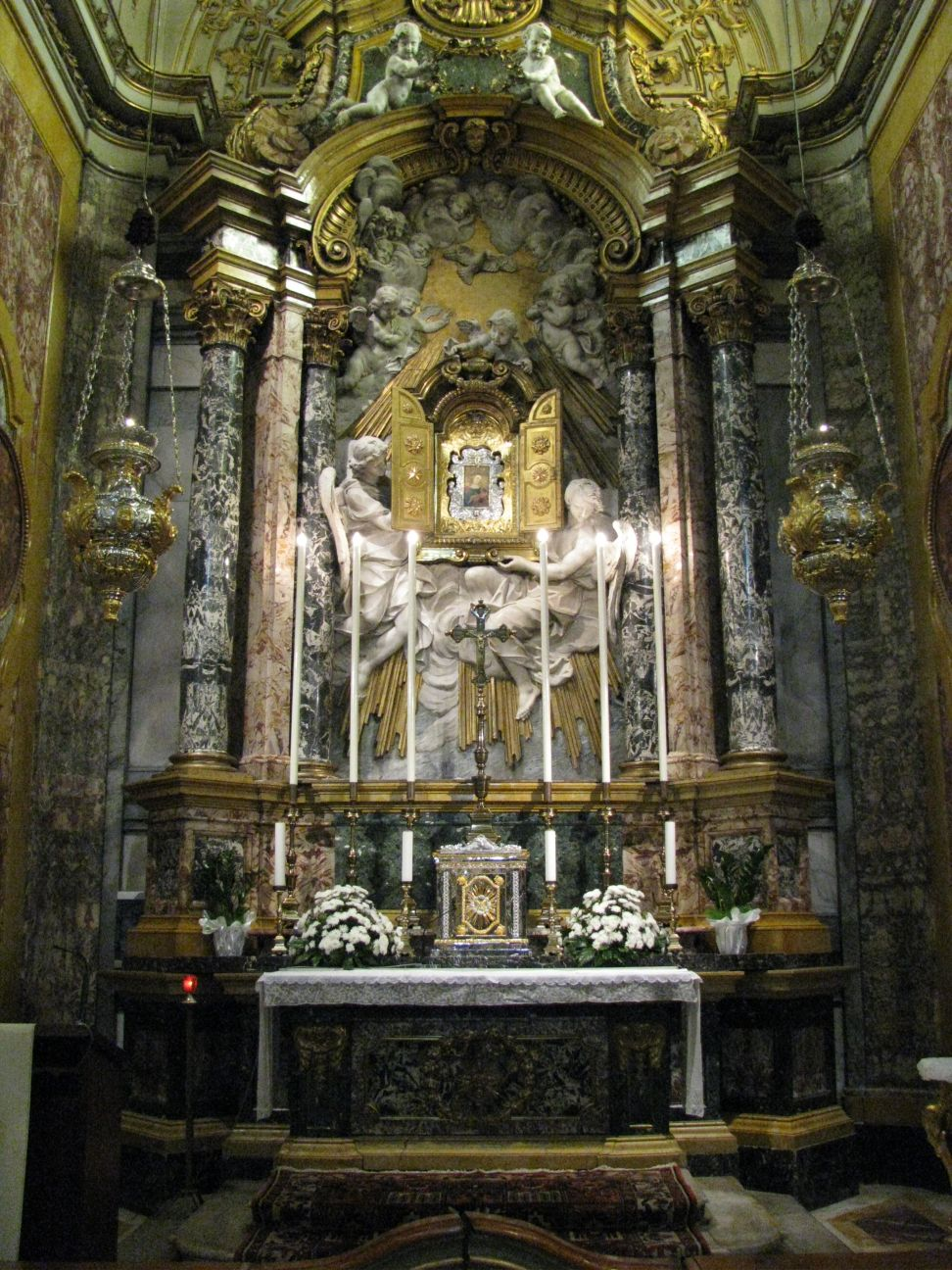
Cappella sinistra del duomo di Ravenna con l'immagine della Madonna del Sudore

La Madonna del Sudore è un'immagine trecentesca della Madonna custodita in una cappella laterale del duomo di Ravenna.
Secondo la tradizione popolare un soldato, uscito ubriaco da un'osteria, colpì con un coltello la Sacra immagine (l'opera si trovava allora in una via aperta della città), la quale cominciò a "sudare" sangue.
I fedeli attribuirono all'intercessione della Madonna del Sudore anche il fatto che la città di Ravenna fu risparmiata dall'epidemia di peste del 1630. In segno di devozione edificarono una cappella in suo onore nel 1630 all'interno del Duomo (dove è tuttora custodita).